# Sonja Barjaktarović
Sonja Barjaktarović (født 11. september 1986 i Berane, SFR Jugoslavien) er en montenegrinsk håndboldspiller, der spiller for Alba Fehérvár KC og for det montenegrinske landshold. Hun har tidligere spillet for russiske Rostov-Don

## Meritter med klub og landshold
EHF Champions League
- Vinder: 2011/2012

EHF Cup Winners' Cup
- Guld: 2005/2006 and 2009/2010

Regionalligaen Kvinder
- Guld: 2009/2010 and 2010/2011
- Sølv: 2007/2008

Montenegrinske Mesterskab
- Gold: 2005/2006, 2006/2007, 2007/2008, 2008/2009, 2009/2010 and 2010/11

Montenegrinsk Cup
- Guld: 2005/2006, 2006/2007, 2007/2008, 2008/2009, 2009/2010 and 2010/11
- EM i håndbold:
  - Vinder: 2012